# De Tenten
De Tenten is een gehucht in de gemeente Westerkwartier in het westen van de provincie Groningen. Het ligt ten zuiden van de hoofdplaats van de gemeente aan de weg De Tenten.
De Tenten ligt in het veengebied ten zuiden van Grootegast. Halverwege de achttiende eeuw begon jonker Daniël Onno de Hertoghe, de heer van de borg Rikkerda bij Lutjegast hier met turfwinning. De veenarbeiders werden gehuisvest in barakken die tenten werden genoemd. Die barakken zijn inmiddels verdwenen, maar de naam voor het gebied is gebleven.

## Waterschap
De Tenten was ook de naam van een plaatselijk waterschap. Dit is in 1880 opgegaan in het waterschap Zuidpolder.